# 夏晋麟
夏晋麟（1896年—1993年），字天長，浙江省寧波府鄞县人，中华民国国際法学者、教育家、外交官。

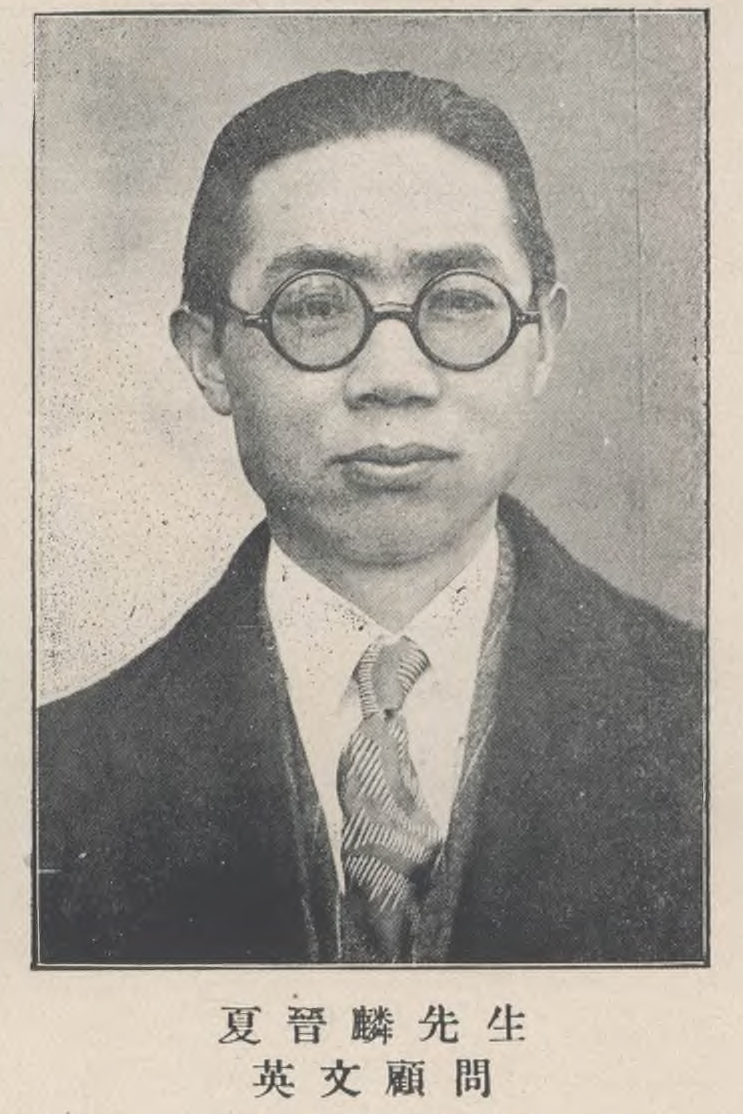

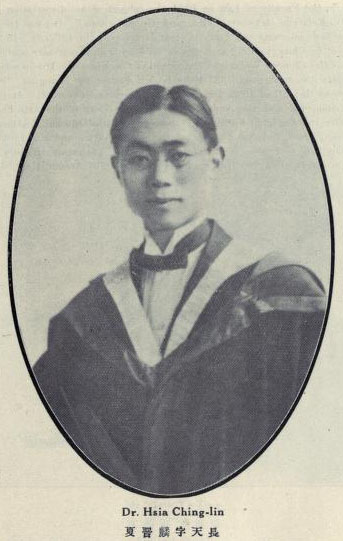
《中国名人录（第三版）》中的夏晋麟照片

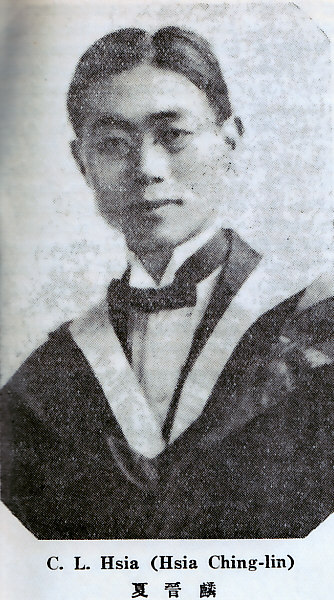
《中国名人录（第四版）》中的夏晋麟照片

## 生平
夏晋麟年幼时在家乡私塾接受了初级教育，并于1910年（宣統2年）进入天津英華学校念书。1914年（民国3年），前往英国留学，进入伦敦的米尔·希尔学校（Mill Hill School）学习。其後，夏晋麟来到位于苏格兰的格拉斯哥大学学习。获得理学学士学位后，夏晋麟又赴爱丁堡大学深造，先后获文学硕士和哲学博士学位。
1922年（民国11年）毕业归国，夏晋麟担任威海衛回收事宜公署督办秘書。1923年（民国12年），任私立上海南方大学文科主任、教授。1927年，任国民政府外交部秘書，但不久辞职。之後，夏晋麟先后在省立上海商科大学、東吴大学法学院兼任教授，教授国際法、外交史、英文学等课程，并且任上海的麦倫書院校長。
1929年（民国18年），夏晋麟出席在日本京都召开的第三届太平洋問題調査会。1931年（民国20年），訪问欧洲并出席裁军会議后赴英国任中国駐英公使館一等秘書。1935年（民国24年）1月，回到中国的夏晋麟出任立法院立法委員，此外担任持志学院教授。第二次国共内战後，夏晋麟离开大陆前往台湾。1949年（民国38年）至1956年（民国45年），夏晋麟又出任驻联合国及联合国安全理事会的中華民国副代表以及联合国经济社会理事会中華民国代表。另外，夏晋麟还兼任中华民国外交部顾问。1956年，夏晋麟正式離開外交官生涯，改在美国紐約教書。1993年，夏晋麟在紐約逝世，終年97岁。

## 著作

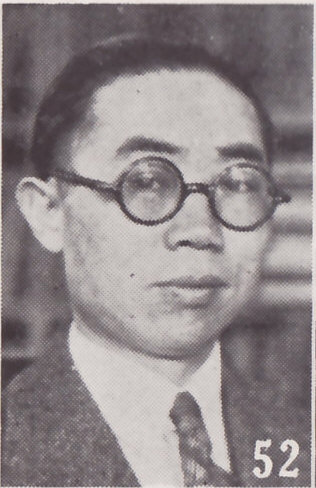
《最新支那要人传》中的夏晋麟照片

- 《中國外交史研究》（英文）
- 《上海公共租界》
- 《中英修約論》
- 《中英外交史》
- 《中國民法》
- 《我五度參加外交工作的回顧》